# BBC
A British Broadcasting Corporation, röviden: BBC egy állami tulajdonú, kvázi független brit közszolgálati műsorszolgáltató, egyben a világ legnagyobb műsorszolgáltatója. Csak az Egyesült Királyságban 24 000 alkalmazottat foglalkoztat, költségvetése eléri a 4 milliárd fontot (kb. 1500 milliárd forint). Működési költségeit elsősorban a brit állampolgárok által fizetett televízió-üzembentartási díj fedezi.
1922-ben alakult meg British Broadcasting Company Ltd néven, majd 1927-ben került állami tulajdonba. A kísérleti televízióadások 1932-ben kezdődtek meg, majd 1936-tól megindultak a rendszeres adások. A II. világháború alatt 1946-ig az adás szünetelt. 1964-ben indult a BBC 2 adása, és 1967-ben kezdődött meg a színes műsorsugárzás, 1997-ben indult a digitális sugárzása.
A BBC ismeretterjesztő és szórakoztató televízió- és rádióműsorokat készít, emellett különböző információs szolgáltatásokat is nyújt az Interneten keresztül. A cég célkitűzése: „informálni, oktatni és szórakoztatni”.
A társaságot az ún. Board of governors (kb.: kormányzótanács vagy felügyelőbizottság) felügyeli, melynek tagjait a mindenkori brit uralkodó nevezi ki, a kormány ajánlását figyelembe véve. Ez a rendszer jelenleg átalakítás alatt van, az új felügyelő testület 2007 januárjától a BBC Trust lesz.
A BBC jelenleg nagy erőkkel dolgozik a digitális rádió- és televíziótechnológia elterjesztésén és alkalmazásán.

## A cég

### Szervezeti felépítése
- Governance Unit (vezetőség)
- Programming Groups (szerkesztőségek)
  - News (híradó)
  - BBC Vision
  - BBC Audio
  - Drama Entertainment & CBBC (szórakoztató- és gyerekműsorok)
  - Factual & Learning (ismeretterjesztő és oktató műsorok)
  - Sport
- Broadcasting Groups (műsorszóró csoportok)
  - World Service (nemzetközi műsorszórás)
  - TV
  - New Media & Technology (internet, interaktív TV)
  - Radio & Music (rádió, zene)
  - Nations & Regions (nemzeti, regionális műsorszórás)
- Professional Services
  - Strategy (tervezés és szervezés, jogi csoport)
  - Marketing, Comms and Audiences (marketing, kommunikáció, közönségszolgálat)
  - Finance (gazdasági csoport)
  - BBC Workplace (eszközök)
  - BBC People (humán erőforrás)
  - BBC Training & Development (képzés, fejlesztés)
- Commercial Groups (kereskedelmi csoportok, leányvállalatok)
  - BBC Resources Ltd (stúdiók, közvetítő eszközök, utómunka eszközök)
  - BBC Worldwide Ltd (nemzetközi kereskedelmi műsorok)

### Pénzügyek
A BBC évi 4 milliárd fontos költségvetése a legnagyobb a brit műsorszolgáltatók között. A BSkyB 3,2 milliárdos, míg az ITV 1,7 milliárd fontos költségvetéssel rendelkezik.

#### Bevételek
A bevételek háromnegyedét a brit állampolgárok által befizetett üzembentartási díj fedezi, amely jelenleg havi kb. 11 fontra (kb. 4000 forint) rúg. Ezt a díjat a kormány határozza meg, és ezt minden televíziókészülékkel rendelkező embernek meg kell fizetnie, melyre törvény kötelezi az állampolgárokat. Mivel a 75 év felettiek mentesülnek a díj megfizetése alól, ezért a munkaügyi és nyugdíjfolyósító hivatal további összegeket fizet be helyettük. A befolyt összeg az Államkincstár kezelésébe kerül át, és a Parlament hagyja jóvá. Az utóbbi években jelentősen megnövekedett a saját készítésű programok nemzetközi értékesítéséből származó bevétel.
A BBC 2005-ös éves beszámolója alapján a bevételek a következőképen alakultak:
- 2940,3 millió font üzembentartási díj
- 624,3 millió font a kereskedelmi (profit-orientált) leányvállalatok bevételei
- 247,2 millió font a BBC World Service-től, ebből:
  - 225,1 millió adomány a Foreign and Commonwealth Office-tól,
  - 16,7 millió előfizetési díj,
  - 5,4 millió egyéb bevétel
- 23,5 millió egyéb bevétel (például koncertjegyek, külföldre eladott műsorok)

#### Kiadások
Az üzembentartási díj megoszlása:
| Részleg                                    | Részesedés |
| ------------------------------------------ | ---------- |
| BBC ONE                                    | 3,52       |
| BBC TWO                                    | 1,52       |
| Távközlési, műsorszórási költségek         | 1,08       |
| Nemzetiségi és angol regionális televíziók | 1,04       |
| BBC Radio 1, 2, 3, 4 és Five Live          | 1,02       |
| Digitális televízió csatornák              | 1,00       |
| Regionális és nemzeti rádióadók            | 68p        |
| bbc.co.uk                                  | 36p        |
| BBC jam                                    | 14p        |
| Digitális rádióállomások                   | 10p        |
| Interaktív TV (BBCi)                       | 8p         |
| Összesen                                   | 10,54      |

Összes kiadás 2005–2006-ban:
| Részleg                                     | Összes költség (millió font) |
| ------------------------------------------- | ---------------------------- |
| Televízió                                   | 1443                         |
| Helyi és regionális televízió               | 370                          |
| Műsorkészítéssel kapcsolatos egyéb kiadások | 338                          |
| Távközlési és műsorszórási díjak            | 320                          |
| Digitális adások                            | 315                          |
| Rádió                                       | 218                          |
| Restructuring                               | 107                          |
| bbc.co.uk                                   | 72                           |
| BBC jam                                     | 36                           |
| Interaktív TV (BBCi)                        | 18                           |
| Összesen                                    | 3237                         |

## Szolgáltatások

### Rádió
A BBC öt országosan fogható rádióadót üzemeltet, illetve az utóbbi években több digitális rádióadó is megkezdte működését. Az országosan fogható csatornák mellett számos helyi adót, valamint a BBC Világszolgálata keretében kiterjedt nemzetközi rádióhálózatot is üzemeltet. Ez utóbbi része volt a BBC Magyar Osztálya (BBC Magyar Adás), amely 1939 és 2005 között működött.
Országos közszolgálati adók:
FM/AM:
- BBC Radio 1

Fiatalok számára szóló, főleg könnyűzenei műsorok.
- BBC Radio 2

Felnőttek számára szóló, könnyűzenei, beszélgetős, szórakoztató és réteg műsorok.
- BBC Radio 3

Kulturális műsorok, komolyzene, dzsessz.
- BBC Radio 4

Aktuális események, rádiójátékok, rádiókabaré.
- BBC Radio Five Live

Hírek, sport, vitaműsorok.
Digitális:
- BBC 6 Music

Könnyűzene, főleg rock, funk, punk és reggae.
- BBC 4Xtra

Rádiójátékok, sci-fi, fantasy, gyermekműsorok.
- BBC Radio 1 Dance

Tánczenék.
- BBC Radio 1 relax

Chillzenék.
- BBC 1Xtra

Urban és fekete könnyűzene.
- BBC Five Live Sports Extra

Hírek, sport, vitaműsorok.
- BBC Asian Network

A délkelet-ázsiai bevándorlók közösségének szóló műsorok, több nyelven.

### Televízió
Az Egyesült Királyság területén fogható közszolgálati csatornák
Analóg és digitális földi sugárzású
- BBC One

Az elsődleges csatorna, vegyes műsorszerkezettel (vígjátékok, sorozatok, dokumentumfilmek, filmek, sportközvetítések, gyerekműsorok), naponta három alkalommal félórás híradóval.
- BBC Two

A szórakoztató műsorok mellett itt kapnak helyet a speciálisabb rétegműsorok, illetve a külföldi (jellemzően amerikai) műsorok is. Minden hétköznap éjjel egy 50 perces hírelemző műsor, a Newsnight kerül adásba.
Digitális földi sugárzású
- BBC Three

Az elsődleges digitális adó, mely főleg a fiatalok számára összeállított műsorokkal jelentkezik. Sávosztozkodásban az CBBC-vel.
- BBC Four

Kulturális adó, mely jellemzően különleges dokumentumfilmeket, színházi közvetítéseket, idegen nyelvű filmeket sugároz. Sávosztozkodásban a CBeebies-zel.
- BBC News

Hírcsatorna.
- BBC Parliament

Politikai csatorna, amely a Brit Parlament mellett a nemzetközi politika eseményeivel is foglalkozik.
- CBBC Channel

Hat évnél idősebb gyermekeknek szóló csatorna. Sávosztozkodásban a BBC Three-vel.
- CBeebies

Hat évnél fiatalabb gyermekeknek szóló csatorna. Sávosztozkodásban a BBC Fourral.
- BBC Alba

Skót nyelvű regionális adó késő délután és kora hajnal között.
Megszűntek:
- BBC Choice

A régi BBC Three.
- BBC Knowledge (Anglia)

A régi BBC Four.
- BBC 2W

Regionális adó, amely főműsoridőben a BBC Two adása helyett volt látható a walesi területen 2002 és 2009 között.
- BBC TV Europe

A BBC Európai műholdas adója 1987 és 1991 között.
- BBC Select

A BBC hajnali csatornája 1992 és 1994 között.
- BBC World Service Television

A BBC nemzetközi csatornája 1991 és 1995 között.
- BBC Japan

A BBC Japán csatornája 2004 és 2006 között.
- BBC Food

A BBC főzőcsatornája 2002 és 2008 között.
- BBC HD

A BBC HD minőségben sugározó csatornája.
Nemzetközi kereskedelmi csatornák
Nemzetközi hírcsatorna
- BBC World News

A BBC Worldwide által működtetett csatornák
- BBC America (USA)
- BBC Canada (Kanada)
- BBC Kids (Kanada)
- BBC Japan (Japán)(megszűnt)
- BBC Food (Afrika déli területei, Skandinávia)
- BBC Prime (Európa, Közel-Kelet, Ázsia)
- UK.TV (Ausztrália, Új-Zéland)
- UKTV (Egyesült Királyság) angol kábel/műholdas csatornák